# Groene Omroep
De Groene Omroep (GROM) was een Belgische Nederlandstalige televisieomroep gelieerd aan Agalev.

## Historiek
De GROM startte zijn uitzendingen op de Belgische Radio- en Televisieomroep (BRT) in 1982 in het bestel van de 'uitzendingen door derden'. Omstreeks 1995 bedroeg de jaarlijkse subsidie 750.000 frank. Toen in 2002 de uitzendingen door politieke derden werden stopgezet (decreet van 6 juli 2001) werd de omroep ontbonden.
Presentatrices waren Relinde Baeten en vervolgens Greet Michielsen.

### Zendtijd
| Jaar | Zendtijd (tv) |
| ---- | ------------- |
| 1992 | 2u 01'        |
| 1994 | 3u 27' 30"    |
| 1995 | 3u 27' 30"    |